# (7254) Kuratani
(7254) Kuratani (1993 TN1) – planetoida z pasa głównego asteroid okrążająca Słońce w ciągu 3,17 lat w średniej odległości 2,16 j.a. Odkryta 15 października 1993 roku.